# پرچم جبل‌طارق
پرچم جبل طارق برای اولین بار در ۸ نوامبر ۱۹۸۲ به رسمیت شناخته شد.به عنوان پرچم ملی و نشان غیر نظامی و نشان استان شناخته می‌شود و همچنین دارای تناسب ۱:۲ می‌باشد.